# Power: A New Social Analysis
Power: A New Social Analysis est un essai de philosophie sociale de Bertrand Russell paru en 1938 examinant la question du pouvoir (soit pour Russell, une certaine capacité à atteindre des objectifs) sous l’angle du pouvoir social, c'est-à-dire du pouvoir sur les gens.

## Présentation
Le volume contient un certain nombre d'arguments. Cependant, quatre thèmes ont un rôle central dans l'ensemble du travail. Le premier thème traité dans l'analyse est que la soif de pouvoir fait partie de la nature humaine. Deuxièmement, le travail souligne qu'il existe différentes formes de pouvoir social et que ces formes sont substantiellement interdépendantes. Troisièmement, Bertrand Russell insiste sur le fait que « les organisations sont généralement liées à certains types d'individus ». Enfin, l'ouvrage se termine en affirmant que « la domination arbitraire peut et doit être maîtrisée ».
Tout au long de l'ouvrage, l'ambition de Russell est de développer une nouvelle méthode de conception des sciences sociales dans leur ensemble. Pour lui, tous les sujets des sciences sociales ne sont que des examens des différentes formes de pouvoir - principalement les formes économiques, militaires, culturelles et civiles. Finalement, il espérait que les sciences sociales seraient suffisamment robustes pour saisir les  « lois de la dynamique sociale », qui décriraient comment et quand une forme de pouvoir se transforme en une autre. Comme objectif secondaire de l'ouvrage, Russell s'efforce de rejeter les comptes rendus à cause unique du pouvoir social, tels que le déterminisme économique qu'il attribue à Karl Marx.